# Robert von Patow

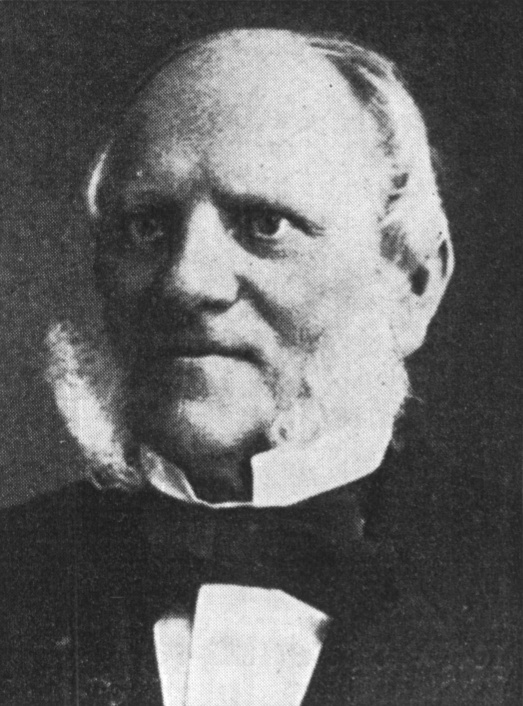
Robert von Patow.

Erasmus Robert Freiherr von Patow, född 10 september 1804 i Mallenchen, Niederlausitz, död 5 januari 1890 i Berlin, var en preussisk ämbetsman och politiker.
Patow sysslade som ämbetsman i olika ministerier (från 1836) främst med finans- och tullföreningsfrågor och visade därunder tidigt böjelse för frihandelspolitik. Han var under tiden april till juni 1848 handelsminister i ministären Ludolf Camphausen, stödde 1849 som överpresident i provinsen Brandenburg ministären Friedrich Wilhelm von Brandenburg, tog samma år avsked ur statstjänsten och bekämpade därefter som ledamot av preussiska deputeradekammaren från moderatliberal ståndpunkt både reaktionen och den demokratiska radikalismen.
Under tiden november 1858 till mars 1862 var Patow finansminister i "den nya erans ministär" (under Karl Anton av Hohenzollern-Sigmaringen). Han förberedde konflikten mellan regeringen och deputeradekammaren genom att 1861 föreslå och genomdriva endast provisoriskt beviljande av de för arméreformen nödiga medlen. År 1866 organiserade han som civilguvernör den av Preussen nyerövrade provinsen Hessen-Nassau och Frankfurt am Main, tillhörde 1871–73 (som medlem av Liberale Reichspartei) tyska riksdagen, blev 1872 ledamot på livstid av preussiska herrehuset och var 1873–81 överpresident i provinsen Sachsen.